# Câmpul Ghawar
Câmpul Ghawar (arabă: الغوار) este un câmp de petrol în Arabia Saudită. Acesta este situat la aproximativ 100 km de orașul Dhahran în județul Khobar din Provincia de Est. Măsoară 280 km pe 30 km, este de departe cel mai mare câmp de petrol din lume. Câmpul este deținut în întregime și operat de către "Saudi Aramco", compania saudită de petrol care este naționalizată. Se știu relativ puține lucruri despre Ghawar, deoarece compania și guvernul saudit păzesc îndeaproape informațiile privind performanța și producția câmpului de petrol. Informațiile disponibile sunt predominant istorice (pre-naționalizare), de la publicațiile tehnice accidentale sau anecdotice.

## Geologie
Ghawar ocupă un anticlinal mai sus de un bloc defect din subsol care datează din Carbonifer, aproximativ acum 320 de milioane de ani.

## Istoria
Din punct de vedere istoric, Ghawar a fost împărțită în cinci zone de producție, de la nord la sud: 'Ain Dar și Shedgum, 'Uthmaniyah, Hawiyah și Haradh. Oaza Al-Ahsa și orașul Al-Hofuf sunt situate pe flancul estic al câmpului Ghawar, ce corespunde zonei de producție Uthmaniyah. Ghawar a fost descoperit în 1948 și exploatat în 1951.  Unele surse susțin că Ghawar a atins apogeul în 2005. Deși acest lucru este puternic contestată de către operatorii din teren.
Saudi Aramco rapoartează că Ghawar a produs 48% din rezervele sale dovedite.

## Producție

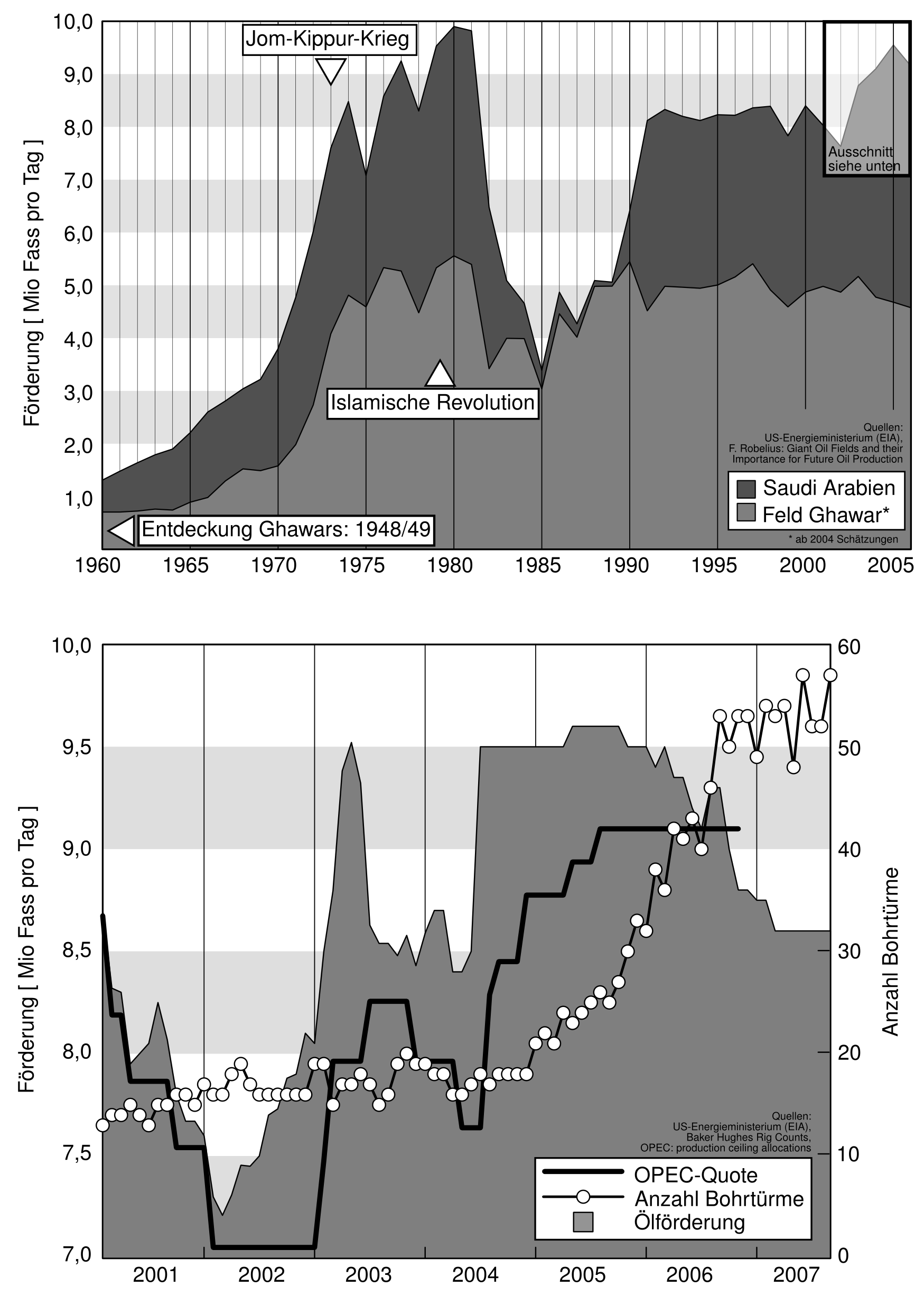
Istoria producţiei de petrol şi compararea cu sondele de petrol din Arabia Saudită.

Aproximativ 60-65% din totalul de petrol saudit produs între 1948 și 2000, erau din Ghawar. Producția cumulată până în aprilie 2010 a depășit 65 miliarde de barili (10,3 km³). În prezent, se estimează că la Ghawar se produc peste 5 milioane de barili (790 mii m³) de petrol pe zi (6,25% din producția globală).
Ghawar produce, de asemenea, aproximativ 57 milioane m³ de gaze naturale pe zi.

## Rezerve
Saudi Aramco a declarat că are mai mult de 71 miliarde de barili (11,3 km³) de rezerve demonstrate rămase. În aprilie 2010, Saad al-Treiki, Vice-președintele pentru operațiuni la Aramco, a declarat într-o conferință de presă că peste 65 de miliarde de barili (10,3 km³) au fost produse de camp din anul 1951.  Treiki a mai declarat că totalul rezervelor câmpului au depășit inițial 100 miliarde barili (16 km³).
Matthew Simmons, în cartea sa "Twilight in the Desert" (Amurg în Deșert), sugerează că producția din câmpul Ghawar și Arabia Saudită ar putea atinge vârful în curând.
Atunci când au fost făcute evaluări în anii 1970, s-a evaluat că rezervele de la Ghawar ar fi de 170 miliarde de barili (27 km³) de petrol, cu aproximativ 60 de miliarde de barili (9,5 km³) recuperabili (1975 Aramco - estimare citată de Matt Simmons). A doua cifră, cel puțin, a fost subestimată, deoarece această cifră de producție a fost deja depășită.